# Vluchtwegen
 Vluchtwegen  is een roman van de Nederlandse schrijver Michiel van Kempen. Het boek verscheen in de laatste week van april 2006 bij uitgeverij De Geus in Breda. Vluchtwegen behandelt een in de Nederlandse literatuur niet eerder aan de orde gestelde thematiek: de wording van de Nederlandse multiculturele samenleving zoals die zich heeft afgespeeld in de Bijlmermeer vanaf het midden van de jaren zestig tot 4 oktober 1992, de dag van de Bijlmerramp toen een Boeing van El Al neerstortte op de flats Groeneveen en Kruitberg.

## Thematiek
In de roman komen in detail aan de orde de levens van een Marokkaans-Nederlandse man en zijn drie zonen, de Surinamer Strijdhaftig, J.L., de Nederlandse opbouwwerkster Hella, en de verwarmingsmonteur Bram, een van zijn geloof gevallen jood. Daaromheen cirkelen nog een kunstenaar, twee homoseksuelen, een Hongaarse wetenschapster met een duister verleden, en andere meer ‘losse’ personages die hun rol vervullen in het verhaal. Maar vooral de wijk zelf is een personage in Vluchtwegen. Opgebouwd vanuit een visioen van ruimte en licht aan de rand van de stad, maar later verworden tot een verzameling flats met bewoners met talloze nationaliteiten die – zo lijkt de roman te suggereren – samen een schietschijf vormen. Eenheidsmotief van het verhaal is het grote beeld Mama Aïsa midden in de Bijlmer, beschilderd met kleurige schietdoelen (het beeld is van de kunstenaar Chaim Oren, in de roman: Aaron Lobel). De verscheidenheid toont zich in motieven als het voortdurend klaarmaken van eten en de uiteenlopende muziekgenres, van Queen tot Chab Khaled. De roman is niet programmatisch of moralistisch, daarvoor schrijft Michiel van Kempen te impliciet en ligt de nadruk te veel op de ontwikkeling van de personages, maar het centrale thema lijkt wel te zijn: het kan niet anders of er wordt vroeg of laat op deze schietschijf met scherp geschoten. Met allen loopt het dan ook onvermijdelijk slecht af – al is er een kleine hoop dat de Surinamer Strijdhaftig als de Surinaamse spin Anansi ergens door een klein gaatje verdwenen is en zijn met schuld belaste leven elders voort heeft kunnen zetten. De auteur zei daar zelf over in een interview in Het Parool van 29 mei 2006: “Ik heb geen recept voor een betere samenleving. Dat hoeft een schrijver niet te hebben. Ik ben in wezen een optimist, maar de wereld gaat wel naar de kloten. Als je dat ontkent, ben je blind voor jezelf. Ik geloof niet in het noodlot, maar in omstandigheden. Mensen nemen hun lot in eigen hand.”

## Werkwijze
Er zijn diverse tijdsprongen, sprongen tussen personages, verwijzingen naar de buiten-literaire werkelijkheid, en ‘nieuw bedachte’ werkelijkheden en theorieën. Bovendien wordt de meertalige samenleving neergezet doordat tal van kleine dialogen en gedachtes worden weergegeven in verschillende talen, van Arabisch en Chinees, tot Fins, Sarnami, Wolof en Indonesisch . Bijzonder is ook het hoofdstuk ‘De 460 namen’ waarin de opbouwwerkster door een binnenstraat loopt en de 460 namen van brievenbussen afleest: de 49 laatste namen zijn die van de slachtoffers van de Bijlmerramp. Dit kan allemaal heel zwaarwichtig lijken, maar dat is het boek niet. De korte hoofdstukken volgen met grote vaart op elkaar. Er zit veel humor in, en ondanks dat het met verschillende personen niet goed afloopt, is de toon van het boek niet zwaar.

## Samenvatting
Eigenlijk spelen er diverse verhalen door elkaar heen, door de tijd heen en ingrijpend op elkaar. Het boek begint met de introductie van een aantal personages, stamgasten in een buurtkroeg. De geëngageerde kunstenaar Aaron Lobel voert vandaag het hoogste woord. Ondertussen rolt Hein, de specialist in Slavische talen en daarom ook wel ‘de communist’ genoemd, met trillende handen een jointje. Hij woont samen met ziekenverzorger Étienne. Zoals gewoonlijk ouwehoeren de stamgasten een eind weg, tot er buiten een enorme klap dreunt.
Dan wordt verwarmingsmonteur Bram Swart geïntroduceerd. Terwijl hij aan een verwarmingsbuis werkt, komen de wezenlijke gebeurtenissen in zijn leven aan de orde: zijn joodse afkomst, de onenigheid met zijn vader vanwege zijn atheïsme en zijn carrièrekeuze, het succes van zijn eenmanszaak en de eenzaamheid als man zonder gezin.
Het volgende personage is de nieuwbouwwijk de Bijlmer, in de jaren zestig door overijverige beleidsmakers en idealistische architecten bedacht en ontworpen als een Le Corbusier-achtige variant van Nederlandse stedenbouw. Een wijk die ruim gelegen is in het groen, strak vormgegeven en van alle moderne snufjes en gemakken voorzien. Een oase om in te wonen, in tegenstelling tot de muffe bovenwoningen in de Amsterdamse oude stadswijken die niet toereikend waren voor hedendaagse woonwensen. Op een voorlichtingsbijeenkomst zijn onder andere Étienne en Hein, Aaron Lobel en opbouwwerkster Hella.
Meteen wordt weer een volgend personage ten tonele gevoerd, de heer Strijdhaftig, J.L., zoals hij zichzelf noemt. In 1976, een jaar na de onafhankelijkheid van Suriname, laat hij zijn vrouw, zijn minnares en ongeveer zes kinderen achter om in Nederland een nieuw bestaan op te bouwen. Met de geldelijke steun van Hare Majesteit de Koningin welteverstaan. Enige genoegdoening voor die jaren van kolonisatie is immers wel op zijn plaats. Bij het loket Volkshuisvesting Immigranten Voormalige Rijksdelen meldt hij zich als gegadigde voor een ruime woning, voor het geval zijn nageslacht hem komt bezoeken. Hij krijgt een appartement toegewezen op de tiende verdieping van de flat Groeneveen.
In datzelfde jaar gaan opbouwwerkster Hella en haar vriend Robert-Jan ook in de Bijlmer wonen, in een koopflat in Gouden Leeuw. In de daaropvolgende jaren komt er danig sleet op hun relatie en ze gaan steeds meer met elkaar om als broer en zus. Hella had graag kinderen gewild, maar een ‘ongewone celontwikkeling’ in haar baarmoeder heeft alle illusies in die richting weggenomen. Robert-Jan vindt alles best. Hella gaat niet bij de pakken neerzitten en stort zich op haar vervangende kindje, de Bijlmer. Op een keer roept ze de hulp van een verwarmingsmonteur in, en dat blijkt Bram te zijn. Ze flirten wat en Hella haalt met haar doortastendheid Bram over om ook een flat in de Bijlmer te kopen: het wordt eveneens de tiende verdieping van Groeneveen. Eenmaal verhuisd, blijft er iets sluimeren tussen Bram en Hella maar hij maakt zich weinig illusies vanwege Hella’s relatie met Robert-Jan.
Na zich te hebben verbaasd over enige Nederlandse gewoontes zoals de bemoeizucht van een buurvrouw weet Strijdhaftig aardig zijn draai te vinden in de Bijlmer. Hij richt zijn flat in met modieuze meubelen en kleurentelevisie. Dat hij hiervoor ontoereikende financiële middelen heeft, deert hem niet. Een lening kan dit gemakkelijk verhelpen en de aflossing regelt zich later wel weer.
Uit hoofde van haar functie komt Hella bij veel mensen over de vloer, om te kijken of ze hen kan helpen te aarden in hun nieuwe woonwijk. Zo leert ze ook een Marokkaanse familie kennen, bestaande uit vader Hashim en zijn drie zoontjes Hamied, Ricoer en Yoyo. Ze lijken volledig aangepast aan het Nederlandse leven en redden zich prima, ook in afwezigheid van een vrouw en moeder. Hashim woont al sinds zijn vroege kindertijd in Nederland en spreekt de taal vloeiend. Hij is al dertig jaar niet meer in Marokko geweest en voelt ook geen behoefte daartoe. Wel leert hij zijn zoontjes Arabisch en Koranteksten, maar een praktiserende moslim is hij niet. Hij vindt Hella een aantrekkelijke vrouw en bewondert haar zelfstandigheid.
Hella is echter vooral geïnteresseerd in Bram. Zonder veel poespas is er plotsklaps een seksrelatie ontstaan, waar weinig woorden aan te pas komen. Er is geen vast patroon in hun liefdesleven maar als ze elkaar ontmoeten is de passie overheersend. In de jaren daarop komt Hella ook regelmatig bij Hashim over de vloer. Met bewondering ziet ze hoe hij de kinderen met vaste hand opvoedt en een thuis weet te geven.
Ondertussen tekenen zich de eerste scheurtjes in de perfect geachte nieuwbouwwijk aan. Het is het tijdperk van de individualiteit. Er zetelen tientallen nationaliteiten, en iedereen hanteert zijn eigen gewoontes en spreekt zijn moederstaal. Een treffend voorbeeld is het afval dat van de hogere verdiepingen naar beneden gekeild wordt, zonder dat duidelijk wordt wie hiervoor verantwoordelijk is. Het irriteert mensen enorm, maar niemand werd scheef aangekeken.
In de jaren tachtig achten ambtenaren en woningbouwverenigingen een grootschalige renovatie noodzakelijk. De eerdere verwachtingen over woongenot en bewonersenthousiasme zijn niet uitgekomen. Er is veel leegstand, huurachterstand en criminaliteit door junks en krakers. Er wordt een grootscheepse renovatie gepland met een forse investering voor herstel en modernisering. Op de voor die tijd gebruikelijk wijze wordt er door de diverse partijen, waaronder uiteraard de obligate bewonerscommissie, uitgebreid gediscussieerd over het toe te passen kleurgebruik. Zo betreedt ook Aaron Lobel weer het spreekgestoelte en hij introduceert het plan om met kleurencirkels te werken, als tegenwicht voor die strakke witte lijnen. De architect is het er niet mee eens, hij vindt het een schietschijf uit een kermistent, maar hij delft het onderspit. Lobel krijgt de opdracht de cirkeltheorie uit te werken en een kunstwerk te ontwerpen. Dit wordt het beeld ‘Ons Moeder’, dat als moeder van alle mensen herkenbaar moet zijn.
Strijdhaftig kan nog steeds zijn financiën moeilijk onder controle houden en hij besluit uit bezuinigingsoverwegingen een paar maanden naar Suriname te verkassen. Daar is het leven eenvoudig en goedkoop en hij voelt er zich thuis. Hij heeft de tijd van zijn leven maar voelt zich ook een beetje anders: ten slotte hebben het militaristische bewind en de Binnenlandse Oorlog het land grondig omgewoeld, zoals hij merkt op een uitstapje naar Moengo. Met gemengde gevoelens keert hij uiteindelijk terug naar Nederland. Hij voelt zich ontheemd.
Eind jaren tachtig lijkt iedereen in een soort depressie terecht te komen. Hella twijfelt over haar vak en ze piekert over haar relatie met Robert-Jan. Strijdhaftig voelt zich nergens meer thuis, wordt ongedurig en vereenzaamt. Ook Bram begint na te denken over zijn band met het joodse geloof en de relatie met zijn vader.
Hashim heeft steeds warmere gevoelens gekregen voor Hella. Hij zou het wel zien zitten als zij als moeder voor zijn kinderen zou fungeren. Helaas vindt hij een brief van Hella aan Bram die geen twijfel mogelijk laat. Met zijn kinderen lijkt alles goed te gaan. Hij heeft zijn jongste zoon naar de beste middelbare school, het Barlaeus Gymnasium, gestuurd, maar Yoyo wordt er gepest. Na een huilbui in de passage onder de flat, neemt ziekenverzorger Hein de jongen liefdevol mee naar binnen en biedt hem een luisterend oor. Onder genot van een hasjpijpje (of jointje) hoort hij de spontane bekentenissen van de puberjongen aan. In zijn ogen is hij ‘gewoon vriendelijk voor hem geweest’, maar waarschijnlijk hebben er wel seksuele handelingen plaatsgevonden. (Wat Yoyo hierover denkt, wordt niet echt duidelijk, maar wellicht wordt hier al de bodem gelegd voor de haatgevoelens die zich later bij hem ontwikkelen.)
Als bij Hella kanker geconstateerd wordt komt ze in een kleine crisis terecht. Niemand, ook Bram niet, krijgt echt toegang tot haar. Als Yoyo uit de lokale tabakswinkel twee pijpen steelt, wordt hij in de kraag gegrepen. Zijn vader komt niet te weten waarom hij dit gedaan heeft. Hashim besluit als verzetje voor zijn gezin, om met zijn allen een reis naar Marokko te ondernemen. Daar voelen de drie jongens zich al snel op hun gemak, alsof ze er thuis waren. Ze trekken veel op met hun neven en achterneven. Hashim weet vaak niet waar ze uithangen, maar ziet ze tot zijn grote schrik in een busje door Rabat scheuren, terwijl ze leuzen tegen de regering scanderen. Hij foetert ze uit, maar dat heeft weinig effect. Als het gezin terug is in Nederland blijken de twee oudste jongens fanatieke moslims te zijn geworden en de strijd voor de islam te willen aangaan.
Hashim neemt Hella in vertrouwen en bouwt steeds meer een persoonlijke band met haar op. Omdat Hella de verhouding met Bram niet meer zo ziet zitten, besluit ze in te gaan op de avances van Hashim. Ze hebben goede seks, maar daarna houdt Hella het contact af. Wat haar betreft was het een eenmalige gebeurtenis.
In een poging de relatiebarsten te lijmen gaat Hella samen met Bram op reis naar Boedapest. De vakantie wordt een ramp, ze hebben meteen ruzie en kunnen het met geen mogelijkheid bijleggen. Bram wil niets bekijken wat ook maar vaag een link met het jodendom heeft – wat moeilijk is in Boedapest. Hij blijft vaak in het gehuurde appartement terwijl Hella er alleen op uit trekt. Bram denkt veel na over de menselijke vrijheid. In de boekenkast ontdekt hij tussen allerlei vreemde boeken een geheimzinnig werk over DMMP, een chemische stof die gebruikt werd bij oorlogen. Uiteindelijk escaleert de hele boel, maken ze knallende ruzie en keert Hella per vliegtuig alleen terug naar Nederland.
Als ook Bram weer terug is van zijn busreis roept een buurman, te weten Strijdhaftig, zijn hulp in bij een lekkende radiator. Als Bram gereedschap heeft gehaald, sluit hij zichzelf buiten uit zijn appartement. Op verzoek van Strijdhaftig komt Hella de reservesleutel langsbrengen, maar Bram verschuilt zich, wat Hella weer mateloos irriteert. Bram komt eindelijk tot het inzicht dat hij meer gemeen heeft met zijn vader dan hij altijd heeft gedacht.
Intussen gaat het niet zo best met Strijdhaftig. Hij is in de metro op zwartrijden betrapt – waarom betalen als je nog zoveel tegoed hebt van het Nederlandse rijk – en wil eerherstel via een receptie van de koningin. Om zich in een chic pak te kunnen kleden moet hij zich verder in de schulden steken. Omdat hij al deze bedragen onmogelijk kan afbetalen, lopen de schulden steeds verder op. Op een goede dag staan er twee dreigende mannen op de stoep: hij heeft hun tante belazerd. Strijdhaftig weet even niets anders te verzinnen dan over de balkonrand naar zijn buurman Swart te manoeuvreren alwaar hij om bescherming verzoekt. Bram houdt hem verborgen maar zet hem daarna onverbiddelijk buiten.
Hashim heeft Hella al even niet meer gezien. Hij vindt een briefje aan Bram gericht, en snapt dat hij niet meer dan een tussendoortje was. Hij besluit alles aan zijn zonen op te biechten die daarop Hella uitschelden voor hoer en alles wat slecht is. Ze hebben een enorme haat ontwikkeld voor de vrouw die al jarenlang bij hen over de vloer kwam en besluiten bewust om haar te mishandelen.
In de laatste hoofdstukken valt alles in puin. Hella loopt door de binnenstraat van Groeneveen en realiseert zich dat haar activiteiten hun failliet hebben gevonden. In een scène op de veelkleurige markt geeft iedereen nog eens acte de présence. Hein en Étienne maken gigantische ruzie waarbij verwijten over drankmisbruik en seks met jongetjes over en weer worden geslingerd. Strijdhaftig is met de noorderzon vertrokken, zijn meubels en schulden achterlatend. Bram heeft ingezien dat zijn bijdrage aan de joodse strijd nodig is en beraamt een aanslag op een oude Hongaarse mevrouw waarvan hij ontdekt heeft dat ze betrokken was bij de ontwikkeling van DMMP. Juist als hij de bomconstructie in haar flat klaar heeft, knalt een vrachttoestel van de Israëlische maatschappij El Al midden in het flatgebouw. Boven op de metro die kort na de inslag aan komt rijden en vanwege het vernielde spoor verongelukt, staan drie jongelui: Hamied, Ricour en Yoyo. Vanaf zijn balkon ziet Hashim hoe ook zij verongelukken.